# Chapelle Notre-Dame de la Gasnerie d'Andouillé
La chapelle Notre-Dame de la Gasnerie, située dans la ville d'Andouillé en Mayenne est une chapelle du XIXe siècle.

## Description et historique
Elle se situe à proximité de la ferme du même nom, c'est une construction de 1873 qui a remplacé un petit oratoire, en forme de rotonde abritant une vierge en bois vermoulu qu'on a recouvert de plâtre.
Cet ancien édifice de la Gasnerie était considéré comme très ancien ; il a pu, avant de devenir chapelle servir de demeure à un ermite. En effet, selon Couanier de Launay, l'auteur d'une note conservée aux archives diocésaines, remarqua une certaine ressemblance entre ce petit sanctuaire et l'oratoire de Saint-Sauveur, construit sur l'ordre de saint Maximin, un oratoire qui existait encore en 1823 dans l'église d'Aix. Comme lui, l'édifice de la Gasnerie était une petite rotonde de 2 m de diamètre et d'une hauteur identique. Il était surmonté d'un toit aigu, couvert en bardeaux, et couronné d'une croix. Comme lui, il était éclairé par deux minuscules fenêtres en forme de meurtrières et sa porte s'ouvrait sur la vallée. De cet endroit, l'ermite pouvait embrasser du regard le cours de la rivière jusqu'à ce qu'elle disparût derrière la croupe de la lande de Cranne, pour aller compter fleurette au château de Fouilloux et finalement se jeter dans la Mayenne au-dessous de l'ermitage de Saint-Trèche.
La chapelle actuelle n'a pas de valeur architecturale. Elle mesure 4 m de long sur 9,60 m de large et participe au pittoresque d'un lieu charmant. Elle abrite toujours l'antique statue une Vierge-Mère tenant l'enfant-Jésus sur le bras gauche. Cette statue qui atteint une hauteur de 60 cm possède une tête démesurée par rapport à sa taille. Elle était le but d'assez fréquents pèlerinages de la part des populations qui avaient confiance en Notre-Dame de la Consolation.